# Iolanda da França
Iolanda de França (em francês:  Yolande de France; Tours, 23 de setembro de 1434 – Chambéry, 29 de agosto de 1478) foi princesa da França e duquesa consorte de Saboia.

## Biografia
Filha de Carlos VII da França e de Maria de Anjou, em 16 de agosto de 1436, aos dois anos, foi prometida ao filho mais velho do duque Luís de Saboia, o futuro Amadeu IX. Ela foi então enviada para Thonon, para ser educada por sua futura sogra, Ana do Chipre. O casamento foi celebrado em 1452. Iolanda começou a ter um papel político a partir de 1456, quando seu esposo recebeu Bresse como apanágio. Ao se tornar duquesa com a ascensão do esposo ao ducado, em 1465, incitou a se aproximar da França, o que causou atritos nas relações com a Borgonha.
Em 1467, Amadeu e Iolanda fundaram Sainte-Chapelle em Chambéry, que foi posta sob um deão saboiano independente da jurisdição do bispo de Grenoble. Devido à má saúde do esposo, Iolanda assumiu a regência de Saboia, mas foi impugnada por três de seus filhos por força de exércitos, obrigando seu esposo a se refugiar na cidadela de Montmélian por algum tempo, e ela só pôde recuperar sua autoridade com o auxílio militar de seu irmão, o rei Luís XI da França.
Após a morte de seu esposo, em 1472, Iolanda atuou como regente por seu filho Felisberto, mas só pôde manter sua posição ao manobrar com extrema circunspecção entre Luís XI e Carlos, o Bravo, duque da Borgonha. Ela foi sequestrada em Genebra por Olivier de La Marche sob as ordens de Carlos, o Bravo, e levada para a fortaleza de Rouvres, perto de Dijon. Luís XI libertou sua irmã, mas então tentou submetê-la a seu controle político. Iolanda resistiu à influência política de seu irmão, mas daí em diante a França passou a exercer uma espécie de protetorado em Saboia.
Em seus últimos anos, Iolanda sucedeu em recuperar amplamente o controle do governo de Saboia. No entanto, depois de sua morte, em 1472, seu jovem filho Felisberto, teve de enfrentar as pressões expansionárias tanto da França quanto da Suíça.
Através das guerras com a Borgonha, a partir de 1475, a Confederação Suíça se beneficiou da fraqueza militar do norte de Saboia para invadir Vaud (hoje o cantão suíço de Vaud).
Os restos de Iolanda repousam na Catedral de Vercelli.

## Descendência
Ente 1453 e 1472, Amadeu e Iolanda tiveram dez filhos:
1. Luís (5 de outubro de 1453 - 1453);
2. Ana (junho de 1455 - fevereiro de 1480), casada, em 1478, com Frederico, príncipe de Tarento, depois Frederico IV de Nápoles;
3. Carlos (15 de setembro de 1456 - 1471), príncipe do Piemonte;
4. Maria (- 27 de novembro de 1511), casada com Filipe de Hochberga-Sausemburgo, e, pela segunda vez, com Tiago Assé, senhor do Plessis;
5. Luísa (28 de dezembro de 1461 - 24 de julho de 1503), casada, em 1479, com Hugo de Chalon, senhor d'Orbe, em viúva, tornou-se freira, beatificada em 12 de agosto de 1839;
6. Felisberto (7 de agosto de 1465 - 22 de abril de 1482), duque de Saboia;
7. Bernardo (4 de fevereiro de 1467 - 3 de setembro de 1467);
8. Carlos (29 de março de 1468 - 13 de março de 1490), duque de Saboia e rei titular do Chipre;
9. Tiago Luís (1 de julho de 1470 - 27 de julho de 1485), marquês de Gex;
10. Cláudio Galeácio (agosto de 1472 - 7 de novembro de 1472).